# 목요 미스터리
목요 미스터리(일본어: 木曜ミステリー)는 TV 아사히 계열에서 매주 목요일에 방영되는 드라마이다. 1999년 1월부터 2014년 6월까지, 2014년 10월부터 2022년 9월까지 매주 목요일 20:00부터 20:54까지 편성해서 방송되었던 드라마 프레임이다.

## 개요
지금까지 동 시간대에 사극을 제작했다가 토에이 교토 촬영소가 사극에서 전환 1999년 1월 14일부터 시작된 현대극 프레임이다. "미스터리"라는 이름대로 추리 드라마 색이 강하고, 사극 프레임이던 시절이나 해당 테두리와 마찬가지로 토에이 제작 아사히 방송이다. 수요일 21시대의 형사 드라마 범위처럼 고정된 장기 시리즈로 편성되는 작품마다 3개월이나 6개월 주기로 구분하여 교대로 방송하는 체제를 기본으로 하고 있다.
TV 아사히의 연속 드라마 프레임은 때때로 유일한 20시 범위이며, 19시의 다양한 프로그램의 2 시간 특별 프로그램 및 1 회 방송 횟수와 같은 특수 프로그램으로 인해 정지되는 경향이 있다. 작품 내의 에피소드 편성은 6-8이다. 대화 횟수가 약간 줄어드는 경우가 많이 있다 (21 일 수요일과 21 일 작품은 대략 9-11 층). 또한, 현재 이 프레임에서 2개의 쿨을 방송하는 "과수연의 여자"는 약 15-17 에피소드 구성이다 (수요일 21시 수사극인 "아이보우" 방송은 약 18-20 에피소드 구성이다). 최근 몇 년 동안 스페셜은 종종 별도의 프레임에서 별도로 방송 편성이 이루어지고 있다. 다만 2022년 4분기부터는 방송사 개편으로 해당 시건대에서의 드라마 편성 및 방영이 중단되고 해당 시간대에는 다른 프로그램이 대체 편성되고 있다.
- 연속 진행 시리즈 작품 (방송 종료 직전)
  - 《과수연의 여자》:（1999년 ~ 20시리즈 계속중, 주연: 사와구치 야스코）
  - 《유류수사》:（2011년 ~ 5시리즈 계속중, 주연: 카미카와 타카야）
  - 《경시청·수사1과장》:（2016년 ~ 4시리즈 계속중, 주연: 나이토 타카시）
  - 《형사ZERO》:（2019년 ~ 1시리즈 계속중, 주연: 사와무라 잇키）

- 종료된 시리즈
  - 《교토 미궁 안내》:（1999년 ~ 2008년, 전 10시리즈, 주연: 하시즈메 이사오）
  - 《아버지 탐정》:（2000년 ・ 2002년, 전 2시리즈, 주연: 나카무라 마사토시）
  - 《오미야씨네》:（2002년 ~ 2012년, 전 9시리즈, 주연: 와타세 츠네히코）
  - 《교토지검의 여자》:（2003년 ~ 2013년, 전 9시리즈, 주연: 나토리 유코）
  - 《여형사 미즈키》:（2005년 ・ 2007년, 전 2시리즈, 주연: 아사노 유코）
  - 《그 남자, 부서장》:（2007년 ~ 2009년, 전 3시리즈, 주연: 후나코시 에이치로）
  - 《형사 110 킬로》:（2013년 ・ 2014년, 전 2시리즈, 주연: 이시즈카 히데히코）

### 편성에 대해
편성 시간에 대해
시작 초기에는 20:00 - 20:54 (JST, 이하 생략)에 방송했다.
1999년 7월부터 2000년 3월까지 9개월 간은 간토 지방에서만 19:59 - 20:54 방송에서 1분간 방송이 길었다. 2000년 4월부터 9월까지는 「뉴스 스테이션」이 21:54에서 비행 시작과 함께 인터넷 방송국 전반 국면에서 지금까지 보다 6분 앞당겨진 19:54 - 20:48에 방송되고 있던 적도 있었다. 같은 해 10 월부터 다시 20:00 - 20:54에 돌아왔다. 또한 2012년 10월 - 2013년 6월 사이, 시간에 따라 아사히 다른 일부 계열 방송국에서 평소보다 2분 앞당겨서 편성하므로 19:58 시작이라고 할 수 있었다. 기타 TV 아사히 계열 방송국은 정상적으로 20:00부터 방송했다.
2013년 6월까지의 기간은 어디 까지나 임시 편성으로서, 일반적 편성은 같은 해 7월부터 아사히 다른 일부 계열 국에서 통상 편성 시는 종전보다 2분 앞당겨 · 확대 19:58 시작으로 변경되었으며 기타 TV 아사히 국은 변함없이 20:00부터 시작되었다. 2015년 4월부터 플라잉 스타트"를 폐지하고 모든 계열 방송국에서 20:00 시작하도록 전체 편성 방송국에서 2분 단축하는 것으로 변경되었다.
편성 지역에 대해
"목요 미스터리"라는 이름대로 추리 드라마 색이 강하고, 수요일 21시대의 형사 드라마 범위처럼 고정된 장기 시리즈로 편성되는 작품마다 3개월이나 6개월 주기로 구분하여 교대로 방송하는 체제를 기본으로 하고 있음에도 TV 아사히 계열 방송국 이외의 방송사에는 정규 편성되고 있지 않았으며 TV 아사히 계열의 방송사가 존재하지 않는 지역에서는 방영되는 작품이 존재하지 않는다.
참고로 후쿠이현에서는 후쿠이 방송에서 편성되지 않는 대신에 호쿠리쿠 아사히 방송과 아사히 방송의 재송신이 허용되어 있으므로 지역에 따라서 지역 유선 방송을 통해 목요 미스터리 작품의 감상이 가능하게 되어 있고, 미야자키현에서는 TV 미야자키에서 지연 방송을 편성 방침으로 삼고 있어 사전에 방영 시간대를 확인한다면 해당 작품의 시청이 가능하다. 하지만 지역에 TV 아사히 계열의 방송국이 없고 지역 유선 방송을 통한 재송신이 어려운 도야마현이나 도쿠시마현 같은 지역에서는 실시간 시청이든 재방송 시청이든 가능하지 않으며 해당 작품의 녹화 DVD 내지는 블루레이 디스크 등을 통해서 시청이 가능하게 되어 있다.
편성 특징에 대해
2003년 10월기에는 [개국 45주년 기념]으로 교토 이외가 무대가 되는 [서부경찰 2003]이 총 10회에 방영 예정이었으나, 촬영지인 나고야에서의 촬영 중 사고로 제작 및 방송이 중지되어 갑작스럽게 2004년 1월기부터 시작될 예정이었던 [신․교토 미궁안내]가 앞당겨졌다. 거기에다 이 영향으로 2004년에 방송된 「이의 있음! 여변호사 오오오카 노리에」는 도쿄가 무대가 되었다.
2006년 1월 5일에 신춘 서스펜스 특별 기획으로서 「검은 가방의 여자」가 방송되었다.「월간 드라마」잡지 2006년 1월 호에 게재된 각본의 니시오카 타쿠야의 말에 의하면, 오랜 세월, 연속 드라마 「쿄토 미궁 안내」를 다루어 온 포상으로 무엇인가 하나, 자유롭게 써도 좋다고 해 기획이 시작된 드라마라고 한다. 이 출연진은 하시즈메 이사오와 나토리 유코(名取裕子) 등 역대 작품의 주역과 조연이 출연했으며 설정 상에도 '교토일보' 등이 등장했다. 덧붙여 「교토일보」는 목요일 미스터리에서 신문이 소품으로 사용되는 장면에 활용되어 주인공의 구독지가 되고 있는 작품(신·과수연의 여자 시리즈 등)도 있다.
2010년 4월 22일 방송부터 제공되는 분기점은 직전 프로그램 「갑자기! 황금 전설.」의 출연자(코코리코 외)가 「황금 전설.」의 다음은 「목요 미스터리, ○○」!」라고 하는 연출이 이루어지게 되었다. 게다가 직후 프로그램 「목요드라마」에서 방영되는 분기점은 주연 배우가 「 「○○」의 다음은, 「목요드라마, ○○」라고 말하고 나서 실시하는데 이쪽도 「목요드라마」를 생략하는 경우도 있다.
2017년 3월부터는 본 공사와 "목요일 드라마'의 두 작품이 종료 개편 시기에 '미스터리 스페셜 '이라는 단막극 프레임을 설치하고 있다.

## 작품 소개

### 1999년 - 2003년
- 《교토 미궁 안내》(주연:하시즈메 이사오)
- 《마이코씨는 명탐정!》(주연:사카이 미키)
- 《교토 시마쓰야 사건 파일》(주연:후루야 잇코)
- 《과수연의 여자》(주연:사와구치 야스코, 와카무라 마유미)
- 《교토 미궁 안내 2》
- 《헤어지는 두 사람의 사건부》(주연:카타히라 나기사)
- 《교토 잠입 수사관 THE SLIPPERS》(주연:나토리 유코)
- 《과수연의 여자 2》
- 《교토 미궁 안내 3》
- 《아버지 탐정》(주연:나카무라 마사토시)
- 《과수연의 여자 3》
- 《교토 미궁 안내 4》
- 《교토 카모가와 히가시서 미궁과 오미야씨》(주연:와타세 츠네히코)
- 《과수연의 여자 4》
- 《아버지 탐정 2》
- 《교토 미궁 안내 5》
- 《오미야씨 2》
- 《교토지검의 여자》(주연:나토리 유코)
- 《신·교토 미궁 안내》

### 2004년 - 2008년
- 《이의 있습니다! 여자 변호사 오오카 노리에》(주연:타카시마 레이코)
- 《신·과수연의 여자 5》
- 《오미야씨 3》
- 《신·교토 미궁 안내 2》
- 《교토지검의 여자 2》
- 《오미야씨 4》
- 《신·과수연의 여자 6》
- 《여형사 미즈키~교토 라쿠사이서 이야기~》(주연:아사노 유코)
- 《신·교토 미궁 안내 3》
- 《교토지검의 여자 3》
- 《신·과수연의 여자 7》
- 《오미야씨 5》
- 《신·교토 미궁 안내 4》
- 《그 남자, 부서장~교토 가와라마치서 사건 파일~》(주연:후나코시 에이이치로)
- 《여형사 미즈키~교토 라쿠사이서 이야기~ [2nd SEASON]》
- 《교토지검의 여자 4》
- 《신·교토 미궁 안내 5》
- 《신·과수연의 여자 8》
- 《그 남자, 부서장~교토 가와라마치서 사건 파일~ [Season2]》
- 《오미야씨 6》

### 2009년 - 2012년
- 《교토지검의 여자 5》
- 《과수연의 여자 9》
- 《그 남자, 부서장 [Season3]》
- 《853~형사 카모 신노스케》(주연:테라와키 야스후미)
- 《오미야씨 7》
- 《과수연의 여자 10》
- 《교토지검의 여자 6》
- 《혼보시~심리특수 사건부~》(주연:후나코시 에이이치로)
- 《오미야씨 8》
- 《교토지검의 여자 7》
- 《과수연의 여자 11》
- 《신·오미야씨 9》
- 《교토지검의 여자 8》
- 《수사지도의 여자》(주연:마야 미키)

### 2013년 - 2015년
- 《과수연의 여자 12》
- 《형사 110 킬로》(주연:이시즈카 히데히코)
- 《교토지검의 여자 9》
- 《과수연의 여자 13》
- 《형사 110 킬로 2》
- 《과수연의 여자 14》
- 《출입금지의 여자~사건기자 쿠로가네~》(주연:미즈키 아리사)
- 《교토 인정 수사 파일》(주연:타카하시 카츠노리)
- 《최강의 두 사람~교토부경 특별수사반~》(주연:하시즈메 이사오·나토리 유코)
- 《과수연의 여자 15》

### 2016년 - 2019년
- 《경시청·수사1과장》(주연:나이토 타케시)
- 《여자들의 특수 최전선》(주연:타카시마 레이코)
- 《과수연의 여자 16》
- 《경시청·수사1과장 2》
- 《유류 수사 Season4》(주연:카미카와 타카야)
- 《과수연의 여자 17》
- 《경시청·수사1과장 3》
- 《유류 수사 Season5》
- 《과수연의 여자 18》
- 《형사 제로》(주연:사와무라 잇키)
- 《과수연의 여자 19》 (총 34부작)

### 2020년 - 2022년
- 《경시청·수사1과장 2020》
- 《과수연의 여자 20》
- 《유류수사 Season6》
- 《경시청·수사1과장 5》
- 《IP: 사이버 수사대》(주연:사사키 쿠라노스케, 후쿠하라 하루카, 마미야 쇼타로)
- 《과수연의 여자 21》
- 《경시청·수사1과장 6》
- 《유류수사 Season7》

## 편성 정보
| 방송대상지역         | 방송국                      | 계열                                       | 방송시각             | 비고      |
| -------------------- | --------------------------- | ------------------------------------------ | -------------------- | --------- |
| 간토 광역권          | TV 아사히（EX）             | TV 아사히 계열                             | 목요일 20:00 - 20:54 | 제작국    |
| 홋카이도             | 홋카이도 TV 방송（HTB）     | TV 아사히 계열                             | 목요일 20:00 - 20:54 | 동시 편성 |
| 아오모리현           | 아오모리 아사히 방송（ABA） | TV 아사히 계열                             | 목요일 20:00 - 20:54 | 동시 편성 |
| 이와테현             | 이와테 아사히 TV（IAT）     | TV 아사히 계열                             | 목요일 20:00 - 20:54 | 동시 편성 |
| 아키타현             | 아키타 아사히 방송（AAB）   | TV 아사히 계열                             | 목요일 20:00 - 20:54 | 동시 편성 |
| 미야기현             | 히가시닛폰 방송（KHB）      | TV 아사히 계열                             | 목요일 20:00 - 20:54 | 동시 편성 |
| 야마가타현           | 야마가타 TV（YTS）          | TV 아사히 계열                             | 목요일 20:00 - 20:54 | 동시 편성 |
| 후쿠시마현           | 후쿠시마 방송（KFB）        | TV 아사히 계열                             | 목요일 20:00 - 20:54 | 동시 편성 |
| 니가타현             | 니가타 TV21（UX）           | TV 아사히 계열                             | 목요일 20:00 - 20:54 | 동시 편성 |
| 나가노현             | 나가노 아사히 방송（abn）   | TV 아사히 계열                             | 목요일 20:00 - 20:54 | 동시 편성 |
| 시즈오카현           | 시즈오카 아사히 TV（SATV）  | TV 아사히 계열                             | 목요일 20:00 - 20:54 | 동시 편성 |
| 이시카와현           | 호쿠리쿠 아사히 방송（HAB） | TV 아사히 계열                             | 목요일 20:00 - 20:54 | 동시 편성 |
| 주쿄광역권           | 나고야 TV 방송（NBN）       | TV 아사히 계열                             | 목요일 20:00 - 20:54 | 동시 편성 |
| 긴키 광역권          | 아사히 TV 방송（ABC）       | TV 아사히 계열                             | 목요일 20:00 - 20:54 | 동시 편성 |
| 히로시마현           | 히로시마 홈 TV（HOME）      | TV 아사히 계열                             | 목요일 20:00 - 20:54 | 동시 편성 |
| 야마구치현           | 야마구치 아사히 방송（yab） | TV 아사히 계열                             | 목요일 20:00 - 20:54 | 동시 편성 |
| 가가와현・오카야마현 | 세토나이카이 방송（KSB）    | TV 아사히 계열                             | 목요일 20:00 - 20:54 | 동시 편성 |
| 에히메현             | 에히메 아사히 TV（eat）     | TV 아사히 계열                             | 목요일 20:00 - 20:54 | 동시 편성 |
| 후쿠오카현           | 큐슈 아사히 방송（KBC）     | TV 아사히 계열                             | 목요일 20:00 - 20:54 | 동시 편성 |
| 나가사키현           | 나가사키 문화방송（NCC）    | TV 아사히 계열                             | 목요일 20:00 - 20:54 | 동시 편성 |
| 구마모토현           | 구마모토 아사히 방송（KAB） | TV 아사히 계열                             | 목요일 20:00 - 20:54 | 동시 편성 |
| 오이타현             | 오이타 아사히 방송（OAB）   | TV 아사히 계열                             | 목요일 20:00 - 20:54 | 동시 편성 |
| 가고시마현           | 가고시마 방송（KKB）        | TV 아사히 계열                             | 목요일 20:00 - 20:54 | 동시 편성 |
| 오키나와현           | 류큐 아사히 방송（QAB）     | TV 아사히 계열                             | 목요일 20:00 - 20:54 | 동시 편성 |
| 미야자키현           | TV 미야자키（UMK）          | KTV・FNS 계열 CTV・NTV 계열 TV 아사히 계열 | 월요일 21:00 - 21:54 | 지연 편성 |

## 참고 사항
1. ↑  2018年3月末までは認定放送持株会社移行前の旧・朝日放送。
2. ↑  2017년 4월 17일 (2017년 4월 13일부터 TV 아사히 계열 풀 넷 스테이션에서 시작)에 지연된 넷은 후원 된 넷에 의해 시작되었습니다. 같은 해 3월 27일에 중단 된 "월요일 프라임"( "토요일 프라임", 지연된 인터넷으로 이름 변경) 이후 프로그램 중 하나로 방송됩니다.